# Абтвајлер
Абтвајлер (њем. Abtweiler) општина је у њемачкој савезној држави Рајна-Палатинат. Једно је од 119 општинских средишта округа Бад Кројцнах. Према процјени из 2010. у општини је живјело 216 становника. Посједује регионалну шифру (AGS) 7133001.

## Географија
Абтвајлер се налази у савезној држави Рајна-Палатинат у округу Бад Кројцнах. Општина се налази на надморској висини од 226 метара. Површина општине износи 5,8 km².

## Становништво
У самом мјесту је, према процјени из 2010. године, живјело 216 становника. Просјечна густина становништва износи 38 становника/km².